# Ferrari Dino 296 S
La Dino 296 S è un'autovettura da competizione prodotta dalla Ferrari nel 1958 in un solo esemplare.

## Il contesto
Il motore installato su questo modello derivava da quello montato sulla Dino 196 S, a cui fu aumentata la cilindrata. I propulsori dello stesso tipo di quello collocato sulla Dino 296 S, i cosiddetti “Dino”, furono anche installati su vetture di Formula 1 e Formula 2. La Ferrari, infatti, dopo aver progettato, costruito ed utilizzato i motori nelle competizioni citate, li montava spesso su vetture sportive adatte a gare tipo il Campionato del Mondo Sport Prototipi. Essi derivavano l'appellativo dal nome del figlio di Enzo Ferrari, Dino, a cui è imputata la progettazione.
Il nome del modello richiamava il tipo di motore, cioè “Dino”, e le sue caratteristiche. Le prime due cifre della sigla numerica derivavano dalla cilindrata totale, che era di circa 2,9 L, mentre l'ultima indicava il numero dei cilindri. Questo non era in linea rispetto alla tradizione Ferrari dell'epoca, che invece associava alla sigla numerica la cilindrata unitaria, cioè quella relativa ad un solo cilindro.
Questo propulsore aveva una particolarità: era un V6 che aveva l'angolo tra le due bancate di 65°. Fu concepito con questa particolarità per ridurre gli ingombri.

## Le competizioni
Il miglior risultato sportivo della Dino 296 S fu il terzo posto al Daily Express di Silverstone, disputato il 3 maggio 1958. L'esemplare fu guidato da Mike Hawthorn.

## Caratteristiche tecniche
Il motore era un V6 a 65° anteriore e longitudinale. L'alesaggio e la corsa erano rispettivamente di 85 mm e 87 mm, che portavano la cilindrata totale a 2962,08 cm³. Il rapporto di compressione era di 10:1. La potenza massima erogata dal propulsore era di 300 CV a 7600 giri al minuto.
La distribuzione era formata da un doppio albero a camme in testa che comandava due valvole per cilindro. L'alimentazione era assicurata da tre carburatori di marca Weber e modello 45 DCN. L'accensione era doppia ed il relativo impianto era costituito da due magneti, mentre la lubrificazione era a carter secco. La frizione era multidisco.
Le sospensioni anteriori erano indipendenti, con quadrilateri trasversali, molle elicoidali e barra stabilizzatrice, mentre quelle posteriori erano formate da un ponte De Dion, doppi puntoni e da una balestra trasversale. Entrambe avevano installato ammortizzatori idraulici. I freni erano a tamburo, mentre il cambio era a quattro rapporti più la retromarcia. Lo sterzo era a vite senza fine e settore dentato.
Il telaio era tubolare in acciaio, mentre la carrozzeria era spider a due posti.